# Dokonalý únik
Dokonalý únik (orig. A Perfect Getaway) je americký filmový psychologický thriller scenáristy a režiséra Davida Twohyho v hlavních rolích s Timothym Olyphantem, Millou Jovovich, Kiele Sanchez a Stevem Zahnem. Natáčení filmu probíhalo na Portoriku a Havaji.

## Děj
Mladý americký pár Cliff A Cydney tráví líbanky tím, že pěšky putuje na odlehlou pláž na Havaji. Od dalšího páru se dozví o vraždě jiného mladého páru v Honolulu. Obětem chyběly zuby a polštářky prstů. Pár začne přemýšlet, zda se nemá vrátit domů. Seznámí se ale s dalším párem, s Nickem, který tvrdí, že je veteránem irácké války, odkud má po zranění titanový plát v hlavě, a Ginou pocházející z Georgie.
Cliff si pak všimne, že je sleduje pár, který předtím odmítli svézt, Cleo a Kale. Když zkontroluje batohy, jeho a Cydneyiny povolenky na vstup do lesa, jsou pryč. Gina, Nick, Cydney a Cliff pokračují dále, ale Cliff podezřívá Cleu a Kalea, že je pronásledují. Páry potom rozbijí stany a Cliff s Nickem jdou najít něco k jídlu. Cydney a Gina si povídají o tom, jak mají lidé tendenci cizím lidem na dovolené vyprávět detaily ze svého života. Cydney řekne Gině o Rockym, se kterým dříve chodila a všichni si o něm mysleli, že je gentleman, ale ona později zjistila, že zavraždil psa, což vedlo k jejich rozchodu. Cydney tvrdí, že to nikdy nikomu neřekla.
Nick a Cliff se pak vydají hledat Cleu a Kalea. Cliff získá zpět povolenky. Když se vrátí do tábořiště, Nick s sebou přinese kozu, kterou zabil. Gina ji pak začne profesionálně připravovat. Tvrdí, že se to naučila při práci v obchodě.
Další den jsou Cleo a Kale zatčeni policií. Ta u nich najde plno lidských zubů. Cliff, Cydney, Nick a Gina pokračují na pláž. Tam se Nick a Cliff rozhodnou plout na kajacích do mořských jeskyní. Gina se podívá na fotografie Cydneyině a Cliffově kameře a je zděšena, když zjistí, že nejsou těmi, za koho se vydávají. Gina se vydá za Nickem a Cliffem. Cydney ji pronásleduje.
Flashbacky potom odhalí, že Cliff (jehož skutečné jméno je Rocky) a Cydney jsou drogově závislí sociopati, kteří jsou zodpovědni za zmíněné vraždy v Honolulu. Vraždí lidi a berou si jejich identity. Podle Rockyho tak žijí sto různých životů a dosahují tak jistého druhu nesmrtelnosti. Vyjde také najevo, že Rocky nastražil zuby mezi věci Cley a Kalea.
V jeskyni Rocky Nicka střelí právě, když dorazí Gina, která běžela po útesech. Rocky po ní vystřelí, ale mine. Cydney pak na Ginu zaútočí. Gina je bodnuta do nohy, ale podaří se jí shodit Cydney z útesu do vody. Gině náhodně zatelefonuje někdo z telefonní společnosti. Ona ho prosí, aby zavolal policii. Potom si všimne Cydney dole v kajaku. Rocky vyšplhal nahoru a chytil ji za nohu. Gina ho bodne do ruky Cydneyiným nožem a uteče.
V době, kdy Rocky pronásleduje Ginu, a Cydney pluje na kajaku na pobřeží, aby odrazila policii, se Nick, zachráněný titanovým plátem ve své hlavě, probere. Gina mezitím narazí na skupinu mužů, kteří hledají své ztracené kajaky. Rocky se muže snaží přesvědčit, že Gina je závislá na drogách, ale ti mu nevěří, a tak je Rocky všechny zabije. Gina běží dále k pláži. Nick pak dorazí na pláž a začne bojovat s Cliffem. Cliff vítězí. Na místo dorazí policie v helikoptéře právě ve chvíli, kdy Cliff míří zbraní na Nicka. Policie žádá od Cydney, sedící v helikoptéře, potvrzení, že Nick je vrah. Gina odtáhne Nicka od Rockyho a tím ho zachrání od policejní střelby. Cydney potom policii řekne, že vrahem je Rocky. Policie ho zastřelí.
Později se objeví lékařská helikoptéra a odváží Nicka a Ginu. Nick ji na helikoptéře požádá o ruku a přizná, že prsten koupil na eBayi. Gina šťastně s jeho návrhem souhlasí a oba se shodují na tom, že nechtějí žádné líbánky.

## Obsazení
| Milla Jovovich   | Cydney Karswellová Andersonová |
| Steve Zahn       | Cliff Anderson                 |
| Timothy Olyphant | Nick                           |
| Kiele Sanchez    | Gina Struggs                   |
| Marley Shelton   | Cleo                           |
| Chris Hemsworth  | Kale                           |

## Ohlas
Dokonalý únik sklidil smíšené až pozitivní reakce kritiky. Server Rotten Tomatoes dává filmu na základě 125 hodnocení kritiků skóre 61%. Server Metacritic hodnotí film 63 body ze 100 na základě 22 recenzí. Uživatelé ČSFD snímek hodnotí průměrně 68%.
Během úvodního víkendu ve Spojených státech snímek utržil téměř 6 milionů USD. Celkové celosvětové tržby filmu činily téměř 23 milionů USD.